# دارما پروداکشنز
دارما پروداکشنز (انگلیسی: Dharma Productions) یا شرکت خصوصی مسئولیت محدود دارما پروداکشنز، یک شرکت هندی تولید و توزیع فیلم است که توسط یاش جوهر در سال ۱۹۷۹ تأسیس گردید. مالکیت این کمپانی بعد از درگذشت او در سال ۲۰۰۴، به پسر او، کاران جوهر رسید. این شرکت که در بمبئی مستقر است، بیشتر در امور تولید و توزیع فیلم هندی به فعالیت مشغول است.
در سال ۲۰۱۶، بخش جدیدی در این شرکت تحت عنوان دارما ۲٫۰ راه اندازی شد که فعالیت خود را بر تولید پیام بازرگانی متمرکز کرده‌است. شرکت فرعی دیگری از زیر مجموعه این استودیو در ماه نوامبر ۲۰۱۸ تحت عنوان دارماتیک انترتینمنت ایجاد گردید که قیلم و برنامه‌های تلویزیونی را برای پلت‌فرم توزیع آنلاین ارائه می‌کند.